# Falco (Fernsehserie)
Falco ist eine französische Fernsehserie. Die Serie ist eine Adaption der deutschen Fernsehserie Der letzte Bulle.
Die deutschsprachige Erstausstrahlung lief am 6. April 2018 bei ZDFneo.

## Handlung
Die Handlung der Serie gleicht in weiten Teilen der deutschen Serie Der letzte Bulle, wobei die Handlung nach Frankreich verlegt wurde und eine dunklere Tonalität gewählt wurde.

## Besetzung und Synchronisation
Die deutschsprachige Synchronisation der Serie erfolgt durch die Studio Hamburg Synchron GmbH unter Dialogbuch von Celine Fontanges, Astrid Kollex und Cindy Beier. Dialogregie führt ebenfalls Fontanges.
- David Kammenos: Officier de police Maxime Kucing (Hauptrolle Staffel 4)
- Sagamore Stévenin: lieutenant de police Alexandre Falco (Hauptrolle 1 bis 3, wiederkehrend Staffel 4)
- Clément Manuel: lieutenant de police Romain Chevalier
- Alexia Barlier: brigadier de police Éva Blum
- Anne Caillon: commissaire de police Cécile Perriggi
- Arno Chevrier: commissaire de police Jean-Paul Ménard
- Michèle Garcia: Hélène van den Bluxen
- Franck Monsigny: Philippe Cheron
- Saïda Jawad: Sonia Vasseur
- Mathilde Lebrequier: Carole Sarda-Falco
- Marie Béraud: Pauline Falco
- Lilly-Fleur Pointeaux: Joy
- Romane Portail: Éléonore
- Magali Miniac: Laure Spitzer
- Anne Sila: Claudia
- Gianni Giardinelli: Cédric